# Volvo Cross Country Challenge
De Volvo Cross Country Challenge was een jaarlijks golftoernooi voor vrouwen in Spanje en Denemarken, dat deel uitmaakte van de Ladies European Tour. Het toernooi werd opgericht in 2005.

## Deelname
Het was een golftoernooi waar de winnaressen een Volvo-wagen konden winnen. Om te kunnen deelnemen aan dit toernooi, moesten de golfsters minimaal drie van de vier onderstaande toernooien van de Scandinavische landen deelnemen:
1. Scandinavian TPC hosted by Annika
2. SAS Masters
3. Finnair Masters
4. Nykredit Masters

De golfsters moesten zoveel mogelijk prijzengeld van de bovenstaande toernooien verzamelen voor de "Volvo XC Challenge Order-of-Merit". De top 10 van de OoM kregen $ 120.000 en streden voor dit toernooi. Bij elke editie kreeg de winnares een Volvo-wagen.
Daarnaast kon een van de golfsters van de LET een bonus krijgen van $1.000.000 door alle bovenstaande toernooien te winnen in één golfseizoen.

## Winnaressen
| Jaar | Golfbaan            | Locatie     | Winnares         | Info  |
| ---- | ------------------- | ----------- | ---------------- | ----- |
| 2005 | Golf Platja de Pals | Costa Brava | Cecilia Ekelundh | [ 1 ] |
| 2006 | Odense Golfklub     | Odense      | Laura Davies     | [ 2 ] |
| 2007 | Helsingør Golf Club | Helsingør   | Kiran Matharu    | [ 3 ] |